# Opostegoides minodensis
Opostegoides minodensis is een vlinder uit de familie van de oogklepmotten (Opostegidae). De wetenschappelijke naam van de soort is voor het eerst geldig gepubliceerd in 1982 door Kuroko als Opostega minodensis.